# Lawrence Beesley
Lawrence Beesley (Wirksworth, 31 dicembre 1877 – Lincoln, 14 febbraio 1967) è stato uno dei superstiti del naufragio del RMS Titanic.

## Biografia
Nato a Wirksworth nel 1877, Beesley frequentò prima la Derby School e poi il Gonville and Caius College a Cambridge. Conseguì una laurea in scienze naturali e geologiche nel 1903.
Iniziò la carriera d'insegnante di scienze al Wirksworth Grammar School e in seguito si trasferì al Dulwich College.
Nel 1912 si imbarcò sul RMS Titanic. Durante il naufragio gli fu concesso d'imbarcarsi sulla scialuppa di salvataggio numero 13, sopravvivendo, inoltre, al successivo incidente durante il quale la sua scialuppa, ormai calata in acqua, stava per essere travolta dalla scialuppa numero 15 in fase di calata in mare. Beesley e il resto dei sopravvissuti furono tratti in salvo dalla RMS Carpathia alle prime luci del 15 aprile.
Sopravvissuto al naufragio, Beesley scrisse un libro di successo sulla sua esperienza: The Loss of the SS Titanic (giugno 1912), pubblicato appena nove settimane dopo il disastro. 
Nel 1958 Beesley fu contattato dal regista Roy Ward Baker che gli affidò una breve apparizione nel film Titanic, latitudine 41 nord.
La figura di Beesley fu interpretata nel film S.O.S. Titanic (1979) dall'attore David Warner, lo stesso che in seguito interpretò il personaggio fittizio del valletto Spicer Lovejoy nel film Titanic (1997).
Beesley coprì il ruolo di preside alla Northwood School of Coaching, nel Middlesex, fino al 1957, anno in cui andò in pensione.
Fu il nonno dello scrittore Nicholas Wade.